# Pneuma
Das Pneuma (von altgriechisch πνεῦμα pneúma „Geist, Hauch, Luft, Atem“) bezeichnet ein mit der Atemluft aufnehmbares Lebensprinzip und weist Bezüge zum Geist auf.

## Religion und Philosophie
Die verschiedenen Konzepte des „Atem Gottes“, in dem der „göttliche Geist“ wirkt, weisen Überschneidungen in ihren Vorstellungen, Begriffen und Theorien auf. So ist das griechisch-antike Pneuma aber nicht nur auf den Geist bezogen, sondern weiter gefasst. Es bedeutet auch so etwas wie Wirbel, Windhauch oder Druck und hat Bezüge zu ähnlichen Konzepten wie dem hebräischen Begriff des Ruach (רוּחַ rûaḥ), dem chinesischen Qì (Chi) oder dem indischen Prana bzw. dem indischen Akasha, vergleiche auch Atemseele und Fluidum.
In der antiken griechischen Vorstellungswelt wirkte das Göttliche überall, eben als etwas, was sich nicht außerhalb des Kosmos (κόσμος kósmos „(Welt-)Ordnung“) befand. Der Kosmos, als Begriff erstmals von Anaximenes im 6. Jahrhundert v. Chr. genannt, wird metamorphosiert als ein lebender Organismus, beseelt vom logos (λόγος). Damit der logos wirken könne, würde er durch das „Feuer“ materialisiert. Das „Feuer“ sei ein Urstoff (Vier-Elemente-Lehre), der den Kosmos forme und einen Zyklus von Untergang und Entstehung bestimme. Wenn das „Feuer“ sich mit der „Luft“ verbände, einem weiteren Urstoff, würde daraus ein warmer Hauch oder pneuma. Die Vorstellung des pneuma geht auf Aristoteles zurück, welcher im pneuma zunächst lediglich warme Luft sah. Die Stoiker entwickelten diesen Begriff des pneuma aber weiter und verwendeten ihn, um so alle Funktionen eines lebenden Organismus zu erklären. Durch dieses pneuma entstünde eine Verbindung aller Dinge miteinander und somit auch die Fähigkeit zur Kommunikation und zum Mitleid für andere. Alles ist somit miteinander verbunden und eigentlich nur ein Teil eines großen Ganzen.
Bei den Stoikern wird pneuma auch als eine Art „feuriger Lufthauch“ gebraucht, der alles durchdringt und somit kosmische Macht hat (eine Art Schicksal).
Paulus setzte dem positiv bewerteten pneuma als Wesen des Geistes antithetisch das gramma, das alte Wesen des Buchstabens, entgegen (z. B. in Röm 7,6  und 2 Kor 3,6 ).
Friedrich Wilhelm Joseph Schelling entwickelt im Rahmen seiner Geschichtsphilosophie den Gedanken an eine Pneumopathologie (eine Lehre vom Verlust des Geistes und den damit verbundenen Verfallserscheinungen). Eric Voegelin greift dies später auf. Für Voegelin ist damit der Bruch von einer Ideengeschichte hin zu einer Ordnungsgeschichte der Symbole und des Mythos markiert, wie sie zuerst in der Neuen Wissenschaft der Politik formuliert wird.

## Medizin
In der antiken Medizin des Mittelmeerraums (vor allem Griechenland, Ägypten und Rom) stellte man sich das luftartig und sehr feinteilig gedachte Pneuma (lateinisch spiritus) als materielle Lebenskraft vor, die für physiologische (physische und psychische) Vorgänge verantwortlich ist. Zusammen mit dem Blut bewege das Pneuma sich durch die Adern, insbesondere durch die Arterien. Nach Ansicht hippokratischer Ärzte hatte das Pneuma seinen Sitz im Gehirn, Sikelische Ärzte vermuteten das Pneuma im Herzen. Krankheiten entstünden, wenn das Pneuma durch Körpersäfte, wie sie der Humoralpathologie zugrunde liegen, behindert wurde. Aristoteles unterschied (wie später auch Galenos) zwei Arten von Pneuma: erstens Pneuma zur Erhaltung der Körpertemperatur, das von außen eingeatmet bzw. aus der Atemluft gebildet wird, zweitens angeborenes (von vornherein dem Körper innewohnendes), aus dem Blut verdunstetes Pneuma im Herzen. Straton von Lampsakos nahm an, die Absonderung von Pneuma bewirke Schlaf. Nach Erasistratos gab es ein im Herzen gespeichertes (animalisches) Lebenspneuma (griechisch pneuma zotikon) und ein psychisches bzw. beseelendes Pneuma (griechisch pneuma psychikon, genannt auch Seelenpneuma) im Gehirn. Zudem wurde ein vegetatives pneuma physikon mit Sitz in der Leber postuliert. Erasistratos vermutete wie sein Lehrer Praxagoras von Kos Blut in den Venen, Pneuma in den Arterien und psychisches Pneuma (Seelenpneuma; vgl. den späteren „Nervenäther“ bei Friedrich Hoffmann) in den Nerven.
Eine wichtige Rolle spielte das als luftartiger Stoff und vom Herzen ausgehend vorgestellte Pneuma als alles durchdringende und ihrer Substanz nach zwischen Feuer und Luft anzusiedelnde Lebenskraft in der durch Athenaios von Attalaeia gegründeten antiken Ärzteschule der Pneumatiker und wird auch von dem Stoiker Chrysippos von Soloi in Περἰ Ψυχῆς Peri Psyches („Über die Psyche“) erwähnt. Als Pneumatiker gilt auch der um 50 wirkende Arzt Aretaios aus Kappadokien. Das Pneuma wurde wie die Atmung mit der angeborenen Wärme (calor innatus) in Verbindung gebracht, bzw. soll, aufgenommen mit der Atemluft als eine Art Brennmaterial dieser (im Herzen) eingepflanzten Wärme (griechisch ἔμφυτον ϑέρμον) dienen. Gemäß Galen werde das Pneuma durch die in die linke Herzkammer gelangende Atemluft ernährt und gelange von dort unter anderem (als Seelenpneuma) in das Gehirn. Als für das Zustandekommen der Gesichtswahrnehmung verantwortliche Substanz wurde (etwa bei Paulos von Aigina) das Sehpneuma, der angeblich im Sehnerv befindliche Teil des Pneumas, angenommen.
Eine Abhandlung über die Wirkungen und Auswirkungen des psychikon pneuma (Seelenpneuma) verfasste zu Beginn des 14. Jahrhunderts der byzantinische Arzt Johannes Zacharias Aktuarios.

## Weiterführende und ergänzende Literatur
- Hermann Siebeck: Die Entwicklung der Lehre vom Geist (Pneuma) in der Wissenschaft des Altertums. In: Zeitschrift für Völkerpsychologie und Sprachwissenschaft 12, 1880, S. 361–407 und 480.
- Marielene Putscher: Pneuma, Spiritus, Geist. Vorstellungen vom Lebensantrieb in ihren geschichtlichen Wandlungen. Steiner, Wiesbaden 1973.
- Matthias Gatzemeier: Pneuma; Pneumatiker. In: Jürgen Mittelstraß, Martin Carrier, Gereon Wolters (Hrsg.): Enzyklopädie Philosophie und Wissenschaftstheorie. 4 Bände, Mannheim, ab Band 3 (1995) Stuttgart/Weimar (1980–)1984–1996; korrigierter Nachdruck für Band 1 und 2, Stuttgart/Weimar: Metzler, 1995; Nachdruck Band 1–4, ebenda 2004; Band 3, S. 277 f.

## Übersetzungen
- Jutta Kollesch, Diethard Nickel: Antike Heilkunst. Ausgewählte Texte aus den medizinischen Schriften der Griechen und Römer. Bibliographisch ergänzte Auflage. Philipp Reclam jun., Stuttgart 2007 (= Universal-Bibliothek. Band 9305), ISBN 978-3-15-009305-4.